# Agustín Ledesma
Agustín José Ledesma (* 8. März 1994 in Buenos Aires) ist ein ehemaliger argentinischer Rollstuhltennisspieler.

## Karriere
Agustín Ledesma wurde mit einer Spina bifida geboren, weshalb er auf den Rollstuhl angewiesen ist. Durch seinen Freund Ezequiel Casco kam er 2005 zum Rollstuhltennis. Er spielte seit 2013 auf der ITF-Tour, im Januar 2011 erreichte Ledesma mit Platz zwei seine höchste Position in der Juniorenweltrangliste. Er konnte zahlreiche Turniere niedrigerer Kategorie im Einzel oder Doppel gewinnen, sein bevorzugter Belag ist Hartplatz.
Zwischen 2010 und 2021 ist Agustín Ledesma zehn Mal beim World Team Cup für Argentinien angetreten, 2021 wurde sein Team Dritter des Wettbewerbs.
Bei den Parapanamerikanischen Spielen 2019 in Lima errang Ledesma zwei Medaillen: An der Seite von Gustavo Fernández besiegte er im Finale die US-Amerikaner Chris Herman und Casey Ratzlaff klar in zwei Sätzen und gewann so Gold. Im Einzel-Endspiel war er gegen seinen Doppel-Partner Fernández chancenlos und holte Silber.
Agustín Ledesma konnte sich dreimal für Paralympische Spiele qualifizieren. Bei seiner ersten Teilnahme 2012 in London konnte er eine Satzführung gegen den US-Amerikaner Jon Rydberg nicht nutzen und schied in der ersten Runde aus. Auch im Doppel verlor er das Auftaktmatch; zusammen mit Gustavo Fernández musste er sich Shingo Kunieda und Satoshi Saida aus Japan geschlagen geben. Bei den Spielen 2016 in Rio erreichten die beiden Argentinier durch einen Sieg gegen die Südafrikaner Leon Els und Evens Maripa das Viertelfinale; dort unterlagen sie den späteren Paralympics-Siegern Stéphane Houdet und Nicolas Peifer aus Frankreich deutlich. Im Einzel war Ledesma gegen den Polen Tadeusz Kruszelnicki chancenlos. Auch bei seinen letzten Spielen 2021 in Tokio war ihm kein Sieg im Einzel vergönnt – sein Erstrundengegner, der Spanier Martín de la Puente, war deutlich zu stark. Bei ihrer dritten gemeinsamen Teilnahme erreichten Ledesma und Fernández durch einen Sieg über das japanische Doppel Daisuke Arai und Takuya Miki erneut das Viertelfinale. Die niederländischen Bronzemedaillengewinner Tom Egberink und Maikel Scheffers konnten dieses Spiel in drei Sätzen für sich entscheiden.